# Ruisseau de Lautheronne
Le ruisseau de Lautheronne est une rivière du sud de la France qui parcourt le département de Lot-et-Garonne en région Nouvelle-Aquitaine c'est un affluent de la Séoune donc un sous-affluent de la Garonne.

## Géographie
De 10,2 km de longueur, le ruisseau de Lautheronne prend sa source en Lot-et-Garonne commune de Sauvagnas et se jette dans la Séoune commune de Lafox.

## Départements et communes traversés
- Lot-et-Garonne : Sauvagnas, Saint-Caprais-de-Lerm, Castelculier, Lafox.

## Principal affluent
Le ruisseau de Lautheronne a 3 petits affluents répertoriés.